# Sedlina
Sedlina je přírodní památka zhruba jeden a půl kilometru severozápadně obce Rovná v okrese Strakonice.

## Flóra
Důvodem ochrany je význačná lokalita silně ohroženého rostlinného druhu – vstavače bledého (Orchis pallens), donedávna jediné naleziště druhu v jižní polovině Čech (v roce 2025 byla objevena nová lokalita na Vyšebrodsku). Z dalších chráněných či vzácných druhů rostlin na lokalitě roste zimostrázek alpský (Polygala chamaebuxus), sasanka lesní (Anemone sylvestris), kruštík tmavočervený (Epipactis atrorubens), vemeník dvoulistý (Platanthera bifolia), hlaváč fialový (Scabiosa columbaria), černýš rolní (Melampyrum arvense), hořec brvitý (Gentianopsis ciliata), violka písečná (Viola rupestris) a další. Na polích při západním okraji přírodní památky roste hlaváček letní (Adonis aestivalis), voskovka menší (Cerinthe minor), nepatrnec rolní (Aphanes arvensis) či vzácný vápnomilný plevel rozrazil trojlaločný (Veronica triloba).
V roce 2015 a roku 2025 bylo na lokalitě nalezeno 14 kvetoucích jedinců vstavače bledého.
V dubnu 2020 zde vykvetlo 32 exemplářů vstavače bledého, což je nejvyšší počet zaznamenaných kvetoucích rostlin vstavače od dob jeho nálezu na lokalitě v květnu 1955 (objevitelem vstavače bledého na lokalitě byl RNDr. Jaroslav Moravec).